# レッドクリスマス
レッドクリスマスは、かつてSMA NEET Projectで活動していたお笑いコンビ。2006年6月結成、2013年2月解散。

## メンバー
- 藤原 大輔（ふじわら だいすけ、1979年10月1日 - ）ボケ担当。

秋田県秋田市出身。A型。
身長172cm、体重60kg。秋田県立秋田高等学校普通科卒業。中央大学経済学部経済学科卒業。
趣味はファッション。清水エスパルスのサポーターでもある。
以前は「シビリアンマシーン」「ジビリアンパンク」というコンビで活動していた。元相方には桐野安生やフジタなどがいる。
- 森 雄一（もり ゆういち、1979年6月19日 - ）ツッコミ担当。

千葉県柏市出身。AB型。
身長177cm、体重75kg。

## 来歴
- ツッコミ担当の森は、大学卒業後 「侍ライダー」というコンビで活動し一年目から、インディーズライブの賞を総なめにしていった。相方は現すっぽん大学の学。解散後は芸人を辞めてサラリーマンになりどんどん出世をしていったが、忘年会で会社役員の前で同僚と漫才をして爆笑をとったのをきっかけにまた漫才をやりたくなり、「お笑い相方募集掲示板」に投稿し藤原と出会う。趣味気分でコンビを結成。SMAのライブに出演して一気に「金の卵」まで昇格し、本格的に活動するようになる。
- コンビ名の由来は、森の親友が考えた名前をそのまま採用し『楽しいホワイトクリスマスにさらに色を加えて、もっと楽しいクリスマスにする』という意味らしいが、別の由来もある模様。
- 2008年に開催した「レッドクリスマス単独ライブ2008～真夏のメリークリスマス～」では、BeachVにてSMA芸人単独ライブの中で、過去最高の入場客数を動員し、この単独ライブをきっかけにメディアに出るようになった。
- 2010年に開催した「レッドクリスマス2DAYS単独らいぶ2010～土日じゃ断れねーだろ！？～」では、BeachVにて過去最高公演数3公演を行い、同時に過去最高動員数の記録を伸ばしたが、最終公演で森は熱中症になりヘロヘロで倒れる寸前だった。
- NHKパフォーでは、300人の芸人の投稿の中から決勝まで勝ち上がり、スタジオで行われた決勝戦では、2位のモンチャックに大差をつけて優勝する。これをきっかけにパフォーの番組前説を担当することになる。
- M-1グランプリ2007 二回戦
- M-1グランプリ2008 二回戦
- M-1グランプリ2009 三回戦
- M-1グランプリ2010 二回戦
- G-1グランプリ2010　3位
- G-1グランプリ2012準優勝

- 2013年2月、森が主催する芸人バトルライブ森羅塾～武笑戦線～にて、解散を発表。
- 現在、森はDJ chan森 TOKYOとして活動し、藤原はSMAを離れフリーで活動。

## 出演番組
- GrumoTV パーソナリティー
- 爆笑オンエアバトル - 戦績0勝1敗 最高157KB
- 爆笑トライアウト - 会場審査は3位（397TP）、視聴者投票は5位（507票）。
- NHKパフォー!～漫才虎の穴～
- テレビ神奈川 お笑い図鑑 ハマヌキ
- ニッポン放送 えんかe-じゃん
- お笑い!ネタとこ勝負
- ワッチミー!TV×TV

マリエにその週のMVPに選ばれる。
- 携帯サイト「お笑い図鑑ネタバトル」
- HOME TOWM東葛飾jcom
- 新宿西口ウェストゲートパーク（インターネットTV）
- 侍ライダーチャックの元気がでるTV（インターネットTV）
- 侍ライダーチャックの恋の空回り（インターネットTV）